# 오션 센터
오션 센터(Ocean Center)은 미국 플로리다주 데이토나비치에 위치한 실내 경기장이다.